# Washington Open 2008 - Qualificazioni singolare
Le qualificazioni del singolare al Washington Open 2008 sono state un torneo di tennis preliminare per accedere alla fase finale della manifestazione. I vincitori dell'ultimo turno sono entrati di diritto nel tabellone principale. In caso di ritiro di uno o più giocatori aventi diritto a questi sono subentrati i lucky loser, ossia i giocatori che hanno perso nell'ultimo turno ma che avevano una classifica più alta rispetto agli altri partecipanti che avevano comunque perso nel turno finale.
Le qualificazioni del torneo Washington Open 2008 prevedevano 32 partecipanti di cui 4 sono entrati nel tabellone principale.

## Teste di serie
1. Robert Kendrick (Qualificato)
2. Gō Soeda (ultimo turno)
3. Pablo Cuevas (ultimo turno)
4. Kevin Kim (ultimo turno)

1. Sam Warburg (primo turno)
2. Joseph Sirianni (primo turno)
3. Rik De Voest (Qualificato)
4. Andrej Golubev (ultimo turno)

## Qualificati
1. Robert Kendrick
2. Somdev Devvarman

1. Rik De Voest
2. Ramón Delgado

## Tabellone

### Legenda
| - Q = Qualificato - WC = Wild card - LL = Lucky loser | - ALT = Alternate - SE = Special Exempt - PR = Protected Ranking | - w/o = Walkover - r = Ritirato - d = Squalificato |

### Sezione 1
|  | Primo turno        | Primo turno        | Primo turno        | Primo turno | Primo turno |  |  | Secondo turno | Secondo turno      | Secondo turno      | Secondo turno  | Secondo turno |   |   | Ultimo turno | Ultimo turno    | Ultimo turno | Ultimo turno | Ultimo turno |  |
|  |                    |                    |                    |             |             |  |  |               |                    |                    |                |               |   |   |              |                 |              |              |              |  |
|  | 1                  | Robert Kendrick    | Robert Kendrick    | 6           | 7           |  |  |               |                    |                    |                |               |   |   |              |                 |              |              |              |  |
|  |                    | Alex Kuznetsov     | Alex Kuznetsov     | 3           | 64          |  |  | 1             | Robert Kendrick    | Robert Kendrick    | 6              | 6             |   |   |              |                 |              |              |              |  |
|  | Colin Ebelthite    | Colin Ebelthite    | Colin Ebelthite    | 7           | 1           |  |  |               | Colin Ebelthite    | Colin Ebelthite    | 2              | 3             |   |   |              |                 |              |              |              |  |
|  | Matwé Middelkoop   | Matwé Middelkoop   | Matwé Middelkoop   | 6           | 0r          |  |  |               |                    |                    |                |               |   |   | 1            | Robert Kendrick | 6            | 4            | 7            |  |
|  | Richard Bloomfield | Richard Bloomfield | Richard Bloomfield | 7           | 6           |  |  |               |                    | 8                  | Andrej Golubev | 2             | 6 | 5 |              |                 |              |              |              |  |
|  | Nick Lindahl       | Nick Lindahl       | Nick Lindahl       | 62          | 3           |  |  |               | Richard Bloomfield | Richard Bloomfield | 5              | 4             |   |   |              |                 |              |              |              |  |
|  | 8                  | Andrej Golubev     | Andrej Golubev     | 7           | 6           |  |  | 8             | Andrej Golubev     | Andrej Golubev     | 7              | 6             |   |   |              |                 |              |              |              |  |
|  |                    | K. J. Hippensteel  | K. J. Hippensteel  | 5           | 4           |  |  |               |                    |                    |                |               |   |   |              |                 |              |              |              |  |

### Sezione 2
|  | Primo turno     | Primo turno      | Primo turno     | Primo turno | Primo turno |  |  | Secondo turno    | Secondo turno    | Secondo turno    | Secondo turno    | Secondo turno    |   |   | Ultimo turno | Ultimo turno | Ultimo turno | Ultimo turno | Ultimo turno |  |
|  |                 |                  |                 |             |             |  |  |                  |                  |                  |                  |                  |   |   |              |              |              |              |              |  |
|  | 2               | Gō Soeda         | Gō Soeda        | 6           | 6           |  |  |                  |                  |                  |                  |                  |   |   |              |              |              |              |              |  |
|  |                 | Andrea Stoppini  | Andrea Stoppini | 4           | 2           |  |  | 2                | Gō Soeda         | Gō Soeda         | 7                | 6                |   |   |              |              |              |              |              |  |
|  | Jun Woong-sun   | Jun Woong-sun    | Jun Woong-sun   | 6           | 6           |  |  |                  | Jun Woong-sun    | Jun Woong-sun    | 63               | 3                |   |   |              |              |              |              |              |  |
|  | Alberto Francis | Alberto Francis  | Alberto Francis | 3           | 3           |  |  |                  |                  |                  |                  |                  |   |   | 2            | Gō Soeda     | Gō Soeda     | 5            | 5            |  |
|  | Jamie Baker     | Jamie Baker      | Jamie Baker     | 6           | 6           |  |  |                  |                  |                  | Somdev Devvarman | Somdev Devvarman | 7 | 7 |              |              |              |              |              |  |
|  | Scott Oudsema   | Scott Oudsema    | Scott Oudsema   | 4           | 4           |  |  | Jamie Baker      | Jamie Baker      | Jamie Baker      | 1                | 5                |   |   |              |              |              |              |              |  |
|  |                 | Somdev Devvarman | 4               | 6           | 6           |  |  | Somdev Devvarman | Somdev Devvarman | Somdev Devvarman | 6                | 7                |   |   |              |              |              |              |              |  |
|  | 5               | Sam Warburg      | 6               | 0           | 3           |  |  |                  |                  |                  |                  |                  |   |   |              |              |              |              |              |  |

### Sezione 3
|  | Primo turno  | Primo turno            | Primo turno            | Primo turno | Primo turno |  |  | Secondo turno | Secondo turno | Secondo turno | Secondo turno | Secondo turno |   |   | Ultimo turno | Ultimo turno | Ultimo turno | Ultimo turno | Ultimo turno |  |
|  |              |                        |                        |             |             |  |  |               |               |               |               |               |   |   |              |              |              |              |              |  |
|  | 3            | Pablo Cuevas           | Pablo Cuevas           | 7           | 6           |  |  |               |               |               |               |               |   |   |              |              |              |              |              |  |
|  |              | Tyler Hochwalt         | Tyler Hochwalt         | 65          | 3           |  |  | 3             | Pablo Cuevas  | Pablo Cuevas  | 7             | 7             |   |   |              |              |              |              |              |  |
|  | Samuel Groth | Samuel Groth           | Samuel Groth           | 6           | 3           |  |  |               | Samuel Groth  | Samuel Groth  | 612           | 5             |   |   |              |              |              |              |              |  |
|  | Michael Yani | Michael Yani           | Michael Yani           | 4           | 0r          |  |  |               |               |               |               |               |   |   | 3            | Pablo Cuevas | Pablo Cuevas | 64           | 4            |  |
|  | Jesse Witten | Jesse Witten           | Jesse Witten           | 6           | 6           |  |  |               |               | 7             | Rik De Voest  | Rik De Voest  | 7 | 6 |              |              |              |              |              |  |
|  | Ti Chen      | Ti Chen                | Ti Chen                | 3           | 1           |  |  |               | Jesse Witten  | Jesse Witten  | 1             | 3             |   |   |              |              |              |              |              |  |
|  | 7            | Rik De Voest           | Rik De Voest           | 6           | 7           |  |  | 7             | Rik De Voest  | Rik De Voest  | 6             | 6             |   |   |              |              |              |              |              |  |
|  |              | Víctor Estrella Burgos | Víctor Estrella Burgos | 3           | 5           |  |  |               |               |               |               |               |   |   |              |              |              |              |              |  |

### Sezione 4
|  | Primo turno     | Primo turno        | Primo turno     | Primo turno | Primo turno |  |  | Secondo turno  | Secondo turno   | Secondo turno   | Secondo turno | Secondo turno |   |   | Ultimo turno | Ultimo turno | Ultimo turno | Ultimo turno | Ultimo turno |  |
|  |                 |                    |                 |             |             |  |  |                |                 |                 |               |               |   |   |              |              |              |              |              |  |
|  | 4               | Kevin Kim          | 1               | 6           | 6           |  |  |                |                 |                 |               |               |   |   |              |              |              |              |              |  |
|  |                 | Alex Bogomolov Jr. | 6               | 4           | 3           |  |  | 4              | Kevin Kim       | Kevin Kim       | 6             | 6             |   |   |              |              |              |              |              |  |
|  | Nicholas Monroe | Nicholas Monroe    | 6               | 3           | 6           |  |  |                | Nicholas Monroe | Nicholas Monroe | 1             | 3             |   |   |              |              |              |              |              |  |
|  | Tim Smyczek     | Tim Smyczek        | 4               | 6           | 4           |  |  |                |                 |                 |               |               |   |   | 4            | Kevin Kim    | 7            | 4            | 2            |  |
|  | Ramón Delgado   | Ramón Delgado      | Ramón Delgado   | 7           | 6           |  |  |                |                 |                 | Ramón Delgado | 68            | 6 | 6 |              |              |              |              |              |  |
|  | Artem Sitak     | Artem Sitak        | Artem Sitak     | 5           | 4           |  |  | Ramón Delgado  | Ramón Delgado   | 6               | 3             | 6             |   |   |              |              |              |              |              |  |
|  |                 | Peter Polansky     | Peter Polansky  | 6           | 7           |  |  | Peter Polansky | Peter Polansky  | 4               | 6             | 4             |   |   |              |              |              |              |              |  |
|  | 6               | Joseph Sirianni    | Joseph Sirianni | 2           | 5           |  |  |                |                 |                 |               |               |   |   |              |              |              |              |              |  |